# Writing to Reach You
Writing to Reach You è un singolo del gruppo musica scozzese Travis, pubblicato nel 1998 ed estratto dall'album The Man Who.
La canzone è stata scritta da Fran Healy.

## Tracce
- Cassetta/7" (UK)

1. Writing to Reach You — 3:41
2. Only Molly Knows — 3:20

- CD Singolo 1/Download digitale (UK)

1. Writing to Reach You — 3:44
2. Green Behind the Ears — 3:40
3. Only Molly Knows — 3:21

- CD Singolo 2/Download digitale (UK)

1. Writing to Reach You — 3:42
2. Yeah Yeah Yeah Yeah — 3:49
3. High as a Kite — 2:30